# Médianate
 (janvier 2015).
La médianate (media-anata en espagnol) est une taxe d’office imposée dès le XVIIe siècle en Espagne, puis dans les Pays-Bas espagnols. Cette taxe était prélevée sur les détenteurs de tout office civil, au profit du roi, mais aussi de ses receveurs, comme Henri Le Mire, et représentait la moitié de leur redevance pour leur première année d'exercice de l'office. Peu rentable à long terme, la médianate fut pourtant conservée jusqu’au XVIIIe siècle. Une taxe complémentaire, la dîme royale ou taux d’office, sera encore appliquée par l’Autriche lorsque les Pays-Bas méridionaux passeront sous sa domination.

## Contexte
Depuis 1618, l’Espagne est engagée dans la Guerre de Trente Ans, contre les États allemands protestants, les Provinces Unies, les pays scandinaves et la France de Louis XIII.  Cette guerre coûteuse implique des dépenses considérables, qui ne s’arrêtent pas avec les Traités de Westphalie de 1648 : même si la guerre contre les protestants est finie, la France poursuit la guerre contre l’Espagne jusqu’en 1659. 
C’est le roi Philippe IV d'Espagne, monté sur le trône en pleine Guerre de Trente Ans, qui décide d’avoir recours à la vente des offices publics pour renflouer les caisses d’un État qui peut de moins en moins répondre à ses besoins défensifs contre la France. Il instaure donc, le 22 mai 1631, la media-anata, qui peut se traduire par "demi-redevance d'une année", ou médianate, qui oblige tout officier entrant en fonction à verser une somme équivalant à six mois de gage. 
La taxe se maintient après la fin de la guerre franco-espagnole. L’Espagne a perdu des territoires, et se voit donc privée d’une partie de ses ressources. Toute rentrée d’argent est donc la bienvenue.

## Caractéristique de la médianate
Initialement, la médianate devait être un « prêt », comme stipulé dans le préambule de l’avis de 1651, annonçant sa mise en place. Il y est explicitement dit que le prêt sera remboursé. En réalité, le remboursement n’aura jamais lieu : une seconde patente, parue en 1653, ne reprend d’ailleurs pas le dit préambule. La médianate est donc bien une taxe, que tout officier doit payer s’il veut accéder à sa charge. Théoriquement, il n’était pas autorisé à acquérir un quelconque office civil si la somme exigée n’était pas payée.
Dans les faits, la médianate n’était pas toujours honorée : certains officiers, s’ils n’ont pas encore les moyens de réunir le montant exigé, peuvent bénéficier d’un report de paiement, appelé une « attermination ». D’autres officiers, parce qu’ils se sont par le passé montrés financièrement généreux envers le trésor royal, sont parfois dispensés de paiement. 
Ces pratiques, à la suite du mécontentement des receveurs, sont formellement interdites par le roi, mais sans mesures efficaces pour faire respecter l’interdiction. De plus, le roi se contredit, ce qui ne manque pas d’amollir le respect des règles : dans une lettre de Philippe IV adressée au gouverneur des Pays-Bas espagnols Manuel de Castel Rodrigo, le roi interdit totalement les atterminations et les dispenses, et dit ne tolérer aucune exception à la règle. Mais il précise pourtant qu’il soustrait les membres du Conseil d’État de Madrid à l’obligation de payer le droit de médianate.

## Introduction de la médianate
Taxer l’entrée des offices n’est pas une invention de Philippe IV. Son grand-père Philippe II a déjà eu recours à la vénalité des charges lors du siècle précédent. L’Espagne n’en est donc pas à sa première expérience de la vénalité des offices, ce qui ne sera pas le cas aux Pays-Bas espagnols.

### En Espagne
La médianate est introduite en Espagne le 22 mai 1631, en pleine Guerre de Trente Ans, alors que l’État manque d’argent. Cette taxe, qui plus est déguisée en prêt, passe donc pour une mesure provisoire, uniquement due à l’urgence. Son instauration ne pose donc pas beaucoup de problèmes.

### Aux Pays-Bas
En revanche, la région des Pays-Bas espagnols est un cas plus compliqué : les États et les Conseils provinciaux des Pays-Bas supportent mal cette nouvelle taxe au profit de l’Espagne, et refusent qu’un quelconque impôt soit levé sans leur consentement. Philippe IV y introduit donc progressivement la médianate, en commençant par ne taxer que les officiers espagnols travaillant aux Pays-Bas, mais payés directement par l’Espagne.
Il faut attendre le 13 juin 1651 pour que le roi instaure la médianate aux Pays-Bas espagnols, par l’intermédiaire du gouverneur général des Pays-Bas Léopold Guillaume de Habsbourg. 

## Gestion
Pour bénéficier dans l’immédiat d’importantes rentrées d’argent, au lieu d’attendre que les revenus épars de la médianate s’amoncellent petit à petit, Philippe IV s’associe avec des créanciers. Les créanciers prêtent au roi la somme demandée, et le roi, en guise de garantie de remboursement, leur engage les revenus du droit de médianate. Ces créanciers sont appelés les receveurs du droit de médianate. Aux Pays-Bas espagnols, cette fonction a longtemps été détenue par la famille Le Mire, des bourgeois bruxellois. Initialement, les Le Mire étaient une famille noble de Cambrai, mais ils ont été déchus de leur noblesse par des dépenses de guerre ruineuses. Ils se sont donc reconvertis en bourgeois commerçants. Henri Le Mire, devenu rentier grâce à son fleurissant commerce des draps, s’est considérablement enrichi avec de nombreux placements.
Le Mire accède au poste de receveur général le 2 août 1653, avec un premier prêt de 100 000 florins. Il était prévu qu’il coupe la poire en deux, mais tient à avancer l’entièreté de la somme d’un seul coup. Cette manœuvre est en fait un prétexte pour s’associer avec son fils cadet, Baltasar Le Mire, de manière qu’il lui succède au poste de receveur. Se porte garant de cette affaire le fils aîné d’Henri Le Mire, Jean-Baptiste, alors secrétaire au Conseil de Brabant. En habile homme d’affaires, Henri Le Mire sait profiter de la situation pour payer les gages de ses fils, et les faire monter en grade : Jean-Baptiste est promu à la Chambre des comptes de Brabant, et Baltasar prend sa place en tant que secrétaire au Conseil de Brabant.
Les nominations de ses fils entrainent des avertissements et des menaces de sanctions à l’égard d’Henri Le Mire, qui ne fut pourtant jamais inquiété. Il ne répond pas aux lettres d’ « interpellation » et ignore les remarques lui rappelant qu’il est en retard dans les comptes de la recette de la médianate. Il ne sera jamais sanctionné.  
Le poste de receveur général reste dans la famille Le Mire jusqu’en 1700, à la mort du petit-fils d’Henri Le Mire, Henri-Joseph. Entretemps, la rentabilité de la recette du droit de médianate s’est considérablement amoindrie. Les trop fréquentes atterminations et dispenses sont les causes principales.  
La médianate se maintient pourtant : le roi Philippe V d’Espagne confie, le 1er avril 1701, le poste de receveur général à Florent-Chrétien de Paeffenrode, dans l’espoir de redresser la situation.

## Suppression
D’après les dates de leurs comptes rendus, les noms de quatre receveurs du droit de médianate du XVIIIe siècle. Florent-Chrétien de Paeffenrode a assuré le poste de receveur jusqu’en décembre 1703. Lui succèdent Pierre Pangeart (de 1710 à 1716), Martin Robyns (de 1716 à 1727), Antoine T’Kint (de 1727 à 1739), puis les doyens du corps de métier des brasseurs de Bruxelles (de 1740 à 1776). 
À partir de 1727, le gouvernement autrichien de Charles VI instaure la dîme royale, qui complète la médianate en taxant les offices locaux.  
Ces deux taxes sont supprimées dans l’année 1776, en témoignent des lettres du conseil des domaines et finances, du 10 avril au 8 juillet 1776.